# 普昂赛
普昂赛（法語：Pouançay，法語發音：[pwɑ̃sɛ]）是法国新阿基坦大区维埃纳省的一个市镇，位于该省西北部，属于沙泰勒罗区。

## 地理
普昂赛（47°4'48"N, 0°4'24"W）面积5.46 平方千米，位于法国新阿基坦大区维埃纳省，该省份为法国中西部省份，北起曼恩-卢瓦尔省和安德尔-卢瓦尔省，西接德塞夫勒省，南至夏朗德省，东南接上维埃纳省，东临安德尔省。
与普昂赛接壤的市镇（或旧市镇、城区）包括：昂图瓦涅、埃皮耶、蒙特勒伊贝莱、贝里、圣莱热德蒙布里耶。

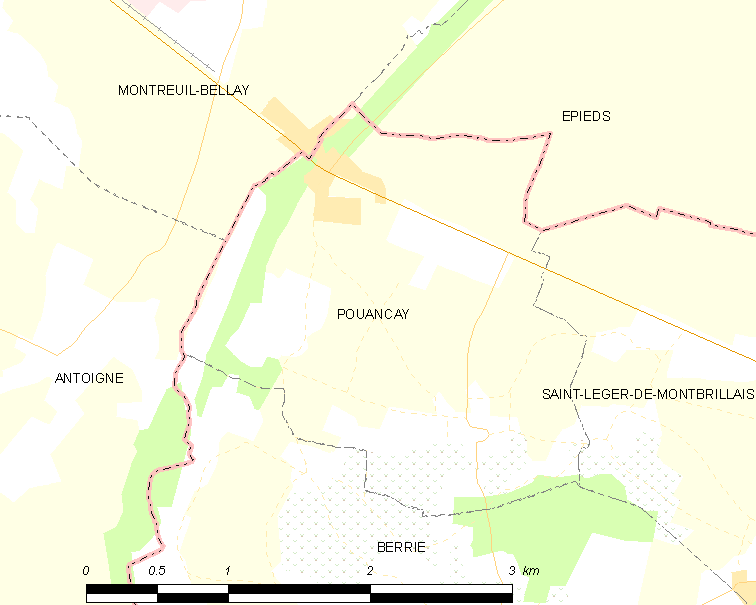
普昂赛的OSM定位图

普昂赛的时区为UTC+01:00、UTC+02:00（夏令时）。

## 行政
普昂赛的邮政编码为86120，INSEE市镇编码为86196。

## 政治
普昂赛所属的省级选区为卢丹县。

## 人口

1962-2008年间普昂赛人口变化图示

普昂赛于2022年1月1日时的人口数量为232人。